# Terbium-Gallium-Granat
Terbium-Gallium-Granat, abgekürzt TGG, ist ein kristallines Material mit einer hohen Verdet-Konstante im Bereich des sichtbaren Lichts und im nahen Infrarot. Dadurch eignet es sich besonders gut zur Herstellung von Faraday-Isolatoren. 
Die chemische Zusammensetzung von TGG ist Tb3Ga5O12. TGG-Kristalle werden durch Ziehen aus der Schmelze hergestellt. Es kommt meist das Czochralski-Verfahren zur Anwendung.